# Xã Sandy Lake, Quận Mercer, Pennsylvania
Xã Sandy Lake (tiếng Anh: Sandy Lake Township) là một xã thuộc quận Mercer, tiểu bang Pennsylvania, Hoa Kỳ. Năm 2010, dân số của xã này là 1.226 người.